# Låt icke det förtryta dig
Låt icke det förtryta dig är en gammal psalm i sju verser av Ludwig Hetzer som översattes av Olaus Petri och sedan bearbetades av Gudmund Jöran Adlerbeth. Texten utgår från Psaltaren 37.  
Psalmen inleds 1650 och 1695 med orden:
Lät thet icke förtryta tigh
Om the än finas marge
Som i alt ondt beflita sig
Melodin publicerad i Teutsch Kirchenampt, en koralbok från 1525, tryckt i två delar i Strassburg. Enligt 1697 års koralbok används samma melodi till psalmerna Then onde wachtar ther fast uppå (nr 49) och Gjör wäl, och låt alt ondt beståå (nr 50). Från nytrycket av 1819 års psalmer som skedde 1921 anges att melodin är samma som till psalmen O Jesus Krist som mänska blev (1695 nr 120, 1819 nr 49, 1986 nr 33).

## Publicerad i
- Swenske Songer eller wisor 1536 med titeln Lat thet icke förtryta tich under rubriken "Then psalmen Noli emularti i tree songer delat".[1]
- 1572 års psalmbok med titeln LÅT thet icke förtryta tigh under rubriken "Någhra Davidz Psalmer".[2]
- Göteborgspsalmboken under rubriken "Om Tröst i Bedröfwelse".[3]
- 1695 års psalmbok som nr 48 under rubriken "Konung Davids Psalmer".
- 1819 års psalmbok som nr 232 under rubriken "Kristligt sinne och förhållande - I allmänhet: Förhållandet till Gud: Lydnad för Guds vilja och frimodighet under hans beskydd".